# U-610
Unterseeboot 610 foi um submarino alemão do Tipo VIIC, pertencente a Kriegsmarine que atuou durante a Segunda Guerra Mundial.

## Comandantes
| Comandante                                                 | Data                                           |
| ---------------------------------------------------------- | ---------------------------------------------- |
| Kptlt. Walter Freiherr von Freyberg-Eisenberg-Allmendingen | 19 de fevereiro de 1942 - 8 de outubro de 1943 |

## Subordinação
Durante o seu tempo de serviço, esteve subordinado às seguintes flotilhas:
| Período                                          | Flotilha                                  |
| ------------------------------------------------ | ----------------------------------------- |
| 19 de fevereiro de 1942 - 30 de setembro de 1942 | 5. Unterseebootsflottille (treinamento)   |
| 1 de outubro de 1942 - 8 de outubro de 1943      | 6. Unterseebootsflottille (serviço ativo) |

## Operações conjuntas de ataque
O U-610 participou das seguinte operações de ataque combinado durante a sua carreira:
- Rudeltaktik Luchs (27 de setembro de 1942 - 6 de outubro de 1942)
- Rudeltaktik Panther (6 de outubro de 1942 - 20 de outubro de 1942)
- Rudeltaktik Draufgänger (29 de novembro de 1942 - 11 de dezembro de 1942)
- Rudeltaktik Ungestüm (11 de dezembro de 1942 - 13 de dezembro de 1942)
- Rudeltaktik Raufbold (13 de dezembro de 1942 - 18 de dezembro de 1942)
- Rudeltaktik Dränger (14 de março de 1943 - 20 de março de 1943)
- Rudeltaktik Seeteufel (23 de março de 1943 - 30 de março de 1943)
- Rudeltaktik Meise (11 de abril de 1943 - 27 de abril de 1943)
- Rudeltaktik Rossbach (24 de setembro de 1943 - 8 de outubro de 1943)